# Avenidr Sportif de La Marsa
El Avenidr Sportif de La Marsa (en árabe: المستقبل الرياضي بالمرسى‎, conocido también como ASM) es un club de fútbol Túnez de la ciudad de La Marsa. Fue fundado en 1939 y juega en la CLP-1.

## Palmarés

### Torneos nacionales
- Copa presidente de Túnez:1961, 1977, 1984, 1990, 1994
- Copa de la Liga Profesional:2007

## Participación en competiciones de la CAF
| Temporada | Torneo                       | Ronda            | Club                 | Casa  | Visita | Global      |
| --------- | ---------------------------- | ---------------- | -------------------- | ----- | ------ | ----------- |
| 1985      | Recopa Africana              | 1                | Al-Ahly              | 0-1   | 0-4    | 0-5         |
| 1991      | Recopa Africana              | 1                | Ports Authority FC   | dq1   | dq1    | dq1         |
| 1991      | Recopa Africana              | 2                | ASFA Yennenga        | 1-0   | 1-3    | 2-3         |
| 1995      | Recopa Africana              | 1                | AS Cara              | w.o.2 | w.o.2  | w.o.2       |
| 1995      | Recopa Africana              | 2                | Wallidan FC          | w.o.3 | w.o.3  | w.o.3       |
| 1995      | Recopa Africana              | Cuartos de final | Maxaquene            | w.o.4 | w.o.4  | w.o.4       |
| 2005      | Copa Confederación de la CAF | 1                | CODM Meknès          | 2-0   | 1-0    | 3-0         |
| 2005      | Copa Confederación de la CAF | 2                | Stella Club d'Adjamé | 2-0   | 0-1    | 2-1         |
| 2005      | Copa Confederación de la CAF | 3                | USM Alger            | 1-1   | 1-1    | 2-2 (5-4 p) |
| 2005      | Copa Confederación de la CAF | Fase de grupos   | FAR Rabat            | 0-0   | 0-1    | 3.º Lugar   |
| 2005      | Copa Confederación de la CAF | Fase de grupos   | King Faisal Babes    | 1-2   | 0-1    | 3.º Lugar   |
| 2005      | Copa Confederación de la CAF | Fase de grupos   | Fello Star           | 3-1   | 2-1    | 3.º Lugar   |

1- Ports Authority FC fue descalificado.

2- AS Cara abandonó el torneo.

3- Wallidan FC abandonó el torneo.

4- AS Marsa abandonó el torneo.